# Академия государственной службы при Президенте Туркменистана
Академия государственной службы при Президенте Туркменистана (туркм. Türkmenistanyň Prezidentiniň ýanyndaky Döwlet gullugy akademiýasy) — высшее профессиональное учебное заведение, учебный и научно-методический центр по созданию национальной системы подготовки госслужащих, повышения их профессионального уровня и воспитания квалифицированных управленческих кадров.
Работа Академии осуществляется по следующим направлениям:
- переподготовка сотрудников государственного аппарата (срок обучения 2 года) с отрывом от производства (второе высшее образование);
- повышение квалификации служащих государственного аппарата (срок обучения 5 месяцев) без отрыва от производства;
- повышение квалификации государственных служащих по коммерческому арбитражу (срок обучения 4 месяца) без отрыва от производства;
- повышения квалификации служащих органов местной исполнительной власти и самоуправления (срок обучения 2 месяца) без отрыва от производства.

Приём слушателей осуществляется на основании вступительных экзаменов и индивидуальных собеседований. Обязательные требования: высшее образование, стаж работы в системе государственной службы не менее 5 лет для слушателей 2-х годичного курса обучения и не менее 2-х лет для среднесрочных курсов (2, 4 и 5 месяцев).

## История
Предложение создать Академию государственной службы Президент Туркменистана Курбанкули Бердымухаммедов впервые озвучил в ноябре 2007 года.
12 сентября 2008 года был издан Указ Президента Туркменистана «О создании Академии государственной службы при Президенте Туркменистана».
Учеба в Академии началась 2 марта 2009 года. В тот же день состоялось торжественное открытие Академии. Первыми слушателями Академии стали 80 служащих госаппарата и местных органов исполнительной власти и самоуправления.
В мае 2017 года в учебную программу Академии были добавлены занятия по правилам поведения и этикету.
В 2018—2019 учебном году в Академию было принято 240 слушателей.
В ноябре 2019 года Министерство строительства и архитектуры Туркмении объявило международный тендер на проектирование и строительство нового здания Академии государственной службы при президенте Туркменистана по улице Гёроглы г. Ашхабада. Строительством комплекса зданий будет заниматься компания предприятие «Baýly-Gurluşyk». Сдача его в эксплуатацию запланирована на июнь 2022 года.
В декабре 2019 года было объявлено о разработке проекта веб-сайта Академии. По состоянию на 23 июня 2024 года сайт доступен в Интернете.
24 января 2020 года Президент Туркменистана Курбанкули Бердымухаммедов реорганизовал Академию государственной службы при Президенте Туркменистана, утвердив обновленное Положение об Академии, её структуру и порядок приёма слушателей.

## Ректоры
| No | Имя               | Назначен   | Уволен | Причина увольнения |
| 1  | Аннамурадов, Алым | 15.01.2009 |        | действующий        |